# Vladimír Čermák (kněz)
Vladimír Čermák (5. dubna 1901, Tupesy – 7. října 1942, koncentrační tábor Dachau) byl český římskokatolický kněz, národní buditel působící na Valašsku, funkcionář Československé strany lidové a Orla.

## Život
Po maturitě na gymnáziu v Uherském Hradišti vystudoval teologii v Praze a v Olomouci, na kněze byl vysvěcen v roce 1928. Následně působil ve farnosti Nový Hrozenkov, od roku 1937 jako administrátor (1938 farář) ve Vlachovicích na Zlínsku.
Za nacistické okupace se stal příslušníkem Obrany národa, za což byl v roce 1942 zatčen a vězněn nejprve v Mauthausenu a poté v Dachau, kde zemřel následkem hladu a trýznění. V roce 1947 byl vyznamenán Válečným křížem in memoriam.